# 陈平 (上海警备区)
陳平，男，中华人民共和国政治人物、軍事人物，中國人民解放军少將。

## 生平
曾仼常州军分区司令员，江苏省军区副参谋长，江西省学生军训工作办公室主任等职。2013年，任江西省军区参谋长。2016年，任上海警备区副司令員。